# Batman vs. Superman: Zorii dreptății
Batman vs. Superman: Zorii dreptății (titlu original: Batman v Superman: Dawn of Justice) este un film american cu supereroi din 2016 regizat de Zack Snyder. Rolurile principale au fost interpretate de actorii Ben Affleck, Henry Cavill, Amy Adams, Jesse Eisenberg, Diane Lane, Laurence Fishburne, Jeremy Irons, Holly Hunter și Gal Gadot.
Filmul este al doilea din Universul Extins DC (DCEU), după cel din 2013  Man of Steel.

## Prezentare
La optsprezece luni după bătălia dintre Superman și Generalul Zod în Metropolis, Superman a devenit un personaj controversat. Miliardarul Bruce Wayne, care operează de 20 de ani în Gotham City în calitate de justițiarul Batman, consideră că Superman este o amenințare pentru omenire. După ce află de modul de aplicare de justiție a lui Batman, Clark Kent (identitatea secretă a lui Superman) încearcă să-l expună prin intermediul articolelor publicate de Daily Planet. 
Wayne află că traficantul rus de arme Anatoli Knyazev cooperează cu Lex Luthor, mogulul companiei LexCorp. Între timp, Luthor încearcă fără succes să-l convingă pe senatorul June Finch să-i permită să importe kryptonită extrasă din Oceanul Indian după încercarea de terraformare a lui Zod, susținând că vrea s-o mențină ca un "descurajator" pentru viitoarelor amenințări kryptoniene și metaumane. Astfel, el face în schimb planuri alternative cu subordonații lui Finch și câștigă acces către corpul fără viață a lui Zod, precum și la nava de cercetare kryptoniană.
Bruce participă la o gală la LexCorp pentru a fura niște date criptate de la mainframe-ul companiei, unde se întâlnește și cu Clark. El se întoarc la mainframe, dar descoperă că datele au fost luate între timp de către un dealer de antichități numită Diana Prince. Totuși, ea le înapoiază în cele din urmă lui Bruce, după ce nu a putut accesa informațiile. 
În timp ce decriptează unitatea, Bruce are un vis despre o lume post-apocaliptică unde conduce un grup de rebeli împotriva forțelor lui Superman, care a devenit malefic și a cucerit planeta. El este trezit din vis de către o persoană necunoscută, care apare printr-un portal și îl avertizează asupra rolului crucial al lui Lois Lane în viitor și îl îndeamnă să-i găsească pe "ceilalți" înainte de a de a dispărea. După ce decriptează datele, Bruce descoperă mai multe persoane cu abilități metaumane din întreaga lume. Una dintre ele este chiar Diana Prince, pe care o vede într-o poză făcută în timpul Primului Război Mondial. Wayne recunoaște în fața valetului său Alfred Pennyworth că intenționează să fure kryptonita pentru a construi arme împotriva lui Superman, dacă va deveni necesar să-l confrunte.
La o audiere a Congresului, în timp ce Finch îl interoghează pe Superman cu privire la validitatea acțiunilor sale, o bombă deținută de Luthor explodează și îi ucide pe toți cei prezenți, cu excepția Superman. Crezând că ar fi trebuit să detecteze bomba, și frustrat că nu i-a putut salva, Superman se auto-exilează. Între timp, Batman se infiltrează în LexCorp și fură kryptonita, pe care o folosește pentru a crea un exoschelet puternic, un lansator de grenade de kryptonită și o suliță cu vârful de kryptonită, pe care le va folosi în lupta cu Superman. Între timp, Luthor intră în nava kryptoniană și accesează o vastă bază de date tehnologică acumulate din peste 100.000 de lumi.
Pentru a-l readuce din exil pe Superman, Luthor le răpește pe Lois și pe Martha Kent, mama adoptivă a lui Clark. Superman o salvează pe Lois, dar Luthor îi dezvăluie că el i-a manipulat pe el și pe Batman, alimentându-le disprețul unuia față de celălalt. Luthor îl obligă pe Superman să-l omoare pe Batman în schimbul vieții lui Martha. 
Superman încearcă să explice situația lui Batman, dar acesta îl atacă și îl învinge în cele din urmă. Înainte ca Batman să-l omoare pe Superman cu sulița, Superman îl roagă s-o "salveze pe Martha", care este de asemenea numele mamei lui Batman, al cărui tată a avut un sentiment asemănător înainte de a muri. Realizând cât de mult s-a înjosit, Batman o salvează pe Martha, în timp ce Superman îl confruntă pe Luthor pe navă.
Luthor își activează planul de rezervă, dezlănțuind un monstru fabricat genetic cu ADN din corpul lui Zod și din propriul său sânge. În timp ce Batman și Superman se luptă cu acest monstru, Diana Prince sosește neașteptat și își dezvăluie puterile metaumane, ajutându-i pe cei doi în luptă. Când cu toții sunt depășiți, Superman își dă seama de vulnerabilitatea monstrului la kryptonită și îl înjunghie cu lancea. Totuși, monstrul reușește să-l înjunghie de asemenea pe Superman, omorându-l.
Luthor este arestat și Batman îl confruntă în închisoare, avertizându-l că îl va urmări mereu. Luthor se mândrește că moartea lui Superman a făcut lumea vulnerabilă la amenințările extraterestre. O ceremonie de înmormântare este ținută pentru Superman în Metropolis, la fel și pentru Clark, la care participă diverși prieteni și membri ai familiei, inclusiv Bruce și Diana. Martha îi dă un plic lui Lois, care conține un inel de logodnă de la Clark. 
După înmormântare, Bruce își exprimă regretul Dianei că l-a dezamăgit pe Superman. El îi dezvăluie apoi că intenționează să formeze o echipă de oameni cu puteri metaumane ca ale ei, începând cu cei din dosarele de la Luthor, pentru a ajuta la protejarea lumii în absența lui Superman. După plecarea lor, praful de pe coșciugul lui Clark se ridică, sugerând că acesta ar putea fi încă în viață.

## Distribuție
| Actor               | Personaj                         |
| ------------------- | -------------------------------- |
| Ben Affleck         | Bruce Wayne / Batman             |
| Henry Cavill        | Clark Kent / Superman            |
| Amy Adams           | Lois Lane                        |
| Gal Gadot           | Diana Prince / Femeia Fantastică |
| Jesse Eisenberg     | Lex Luthor                       |
| Diane Lane          | Martha Kent                      |
| Jeremy Irons        | Alfred Pennyworth                |
| Laurence Fishburne  | Perry White                      |
| Holly Hunter        | U.S. Senator Finch               |
| Scoot McNairy       | Wallace Keefe                    |
| Jeffrey Dean Morgan | Thomas Wayne                     |
| Lauren Cohan        | Martha Wayne                     |
| Michael Shannon     | General Zod                      |
| Michael Cassidy     | Jimmy Olsen                      |
| Harry Lennix        | General Swarnick                 |
| Kevin Costner       | Jonathan Kent                    |
| Ezra Miller         | Barry Allen / The Flash          |
| Jason Momoa         | Arthur Curry / Aquaman           |

## Vezi și
- Lista celor mai costisitoare filme